# Acomys spinosissimus
Acomys spinosissimus es una especie de roedor de la familia Muridae.

## Distribución geográfica
Se encuentra en Botsuana República Democrática del Congo Malaui Mozambique, Sudáfrica Tanzania Zambia y Zimbabue.

## Hábitat
Su hábitat natural son: Sabanas húmedas y zonas rocosas.